# Frankfurt-Nieder-Eschbach
Nieder-Eschbach is een stadsdeel van Frankfurt am Main. Het stadsdeel behoort met Nieder-Erlenbach tot de meest noordelijke stadsdelen van Frankfurt. Nieder-Eschbach is met ongeveer 12.000 inwoners een middelgroot stadsdeel van Frankfurt. Het heeft een groot industrieterrein.

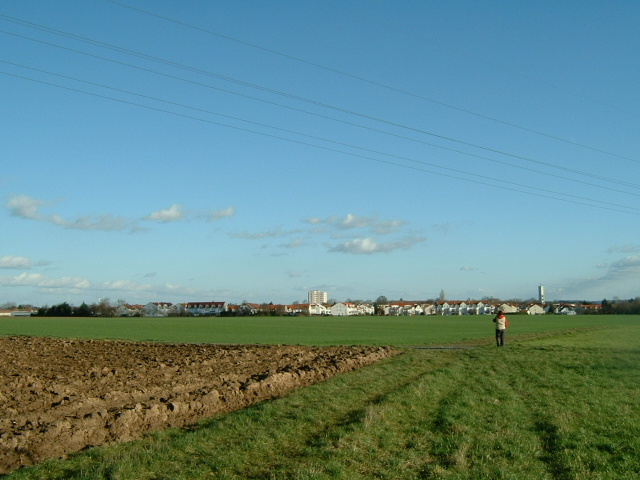
Nieder-Eschbach gezien vanuit het westen

Altstadt · Bahnhofsviertel · Bergen-Enkheim · Berkersheim · Bockenheim · Bonames · Bornheim · Dornbusch · Eckenheim · Eschersheim · Fechenheim · Flughafen · Frankfurter Berg · Gallus · Ginnheim · Griesheim · Gutleutviertel · Harheim · Hausen · Heddernheim · Höchst · Innenstadt · Kalbach-Riedberg · Nied · Nieder-Erlenbach · Nieder-Eschbach · Niederrad ·  Niederursel · Nordend · Oberrad · Ostend · Praunheim · Preungesheim · Riederwald · Rödelheim · Sachsenhausen · Schwanheim · Seckbach · Sindlingen · Sossenheim · Unterliederbach · Westend · Zeilsheim